# 야코부스 아르미니우스

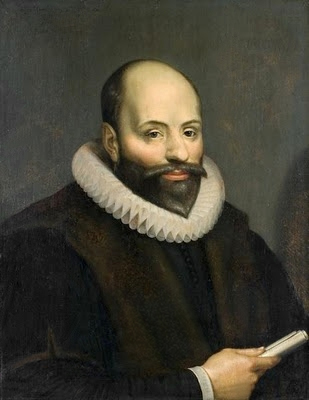
야코부스 아르미누스

야코부스 아르미니우스(라틴어: Jacobus Arminius, 네덜란드어: Jakob Hermanszoon 야코프 헤르만스존[*], 1560년 10월 10일 ~ 1609년 10월 19일)는 개신교 종교 개혁 시대에 활동한 네덜란드의 신학자로 아르미니우스주의(Arminianism), 네덜란드 항론파(Dutch Remonstrant) 운동의 기본이 되었다. 하나님의 절대적인 주권에 반대하였고 인간의 의지를 강조하며 이중 예정론을 반대하였다.
1603년 레이던 대학교에서 신학 교수로 근무했고 신학에 관한 많은 책과 논문을 저술했다. 그가 죽은 이후에 네덜란드 개혁 신학자들은 칼빈주의의 5대 교리인 도르트 신조를 작성했다.

## 출생과 성장
1560년 네덜란드의 암스테르담에서 약 63 킬로미터 남쪽에 위치한 아우디워터에서 태어났다. 유아 때 부친이 사망하여 개혁교회의 목사인 테오도르 애밀리우스에 의해 양육되었다. 15살에 그의 모친과 형제, 누이는 모두 스페인의 군대에 의해 살해되었다.

## 교육
야코부스 아르미니우스는 말버그 대학교(1575)와 레이던 대학교(1576-1581), 바젤 대학교(1582), 칼빈이 세운 제네바 대학교(1582, 1584-1586)에서 공부하였다. 장 칼뱅의 후계자 테오도르 베즈(Théodore de Bèze, 1519-1605) 에게 교육을 받았다.

## 활동
1588년부터 1603년까지 암스테르담에서 개혁파 목사로 사역했으며, 1603년부터 레이던 대학(Leiden University)의 신학 교수로 재임했다. 그는 예정과 자유 의지, 은혜, 속죄, 성도의 견인에 관해, 벨직 신앙 고백서와 하이델베르크 교리문답에서 표현한 아우구스티누스와 칼뱅의 가르침을 계승한 베자의 견해와 달랐다.

## 신학논쟁
당시 법률가인 디릭 코른헤르트(Dirck Coornhert, 1522-1590)라는 사람이 이중예정에 대해서 의문을 제기했다. 이런 신학적 문제에 반박할 인물로 야코부스 아르미누스가 선임되었는데 오히려 그 자신도 설득을 당하여 칼빈의 이중 예정론에 반대적 사상으로 전환되었다.
1603년 야코부스 아르미누스는 라이덴 대학 신학부 교수로 취임한 후부터는 예정론에 대한 의견을 제시하여 논쟁의 제공자가 되었다. 그때 그 대학의 신학부 교수였던 철저한 칼뱅주의자였던 프란치스코 호마루스(Franciscus Gomarus, 1563-1641)와 논쟁을 하였다.

## 신학
- 예지가 예정의 기초

야코부스 아르미니우스가 의심하는 것은 하나님의 예정이 인간의 자유의지를 배제한채 어떤 조건도 없이 무조건적으로 보는 것이다. 또 타락전 예정론과 타락후 예정론 모두 반대하였다. 그는 예정이 아닌 예지를 주장하였다. 즉 구원의 결정은 하나님의 주권적인 기쁘신 의지가 아닌 그 주체가 인간의 의지 즉 예수 그리스도 안에서 얻게되는 구원에 인간이 스스로 반응하여 결단하는데 초점을 두었다. 그의 예지에는 인간의 공로에 의한 구원의 사상이 내포되어 있었다.
역사학자 아더 로버트는 인문학자들간의 연관성에 대하여 에라스무스와 디릭 코른헤르트와 아르미니우스를 서로 연결하고 있다. 그는 이성적 인본주의의 뿌리를 데시데리위스 에라스뮈스로 보고, 그것이 자유의지 교리에 뿌리를 둔다고 주장한다. 헹크 봉거는 아르미니우스 이전에 이미 아르미니우스주의자가 있었다고 주장하는 데, 디릭 코른헤르트가 원조 알미니안주의자라고 주장한다.

### 선행적 은총론
선행적 은총론(previnient grace)이란 하나님은 인간의 타락여부와 상관없이 모든 사람에게 은총을 주시며, 이 은총으로 믿음을 얻을 수 있고 구원을 얻을 수 있다고 보는 것이다.

### 가항력적 은혜
야코부스 아르미니우스는 은혜는 절대로 불가항력적이 아니라고 보았다. 그렇기에 자유의지에 따라 믿음의 여부와 구원의 여부를 선택할 수 있다고 보았다.

### 보편적 대속
그리스도는 모든 인류를 위해 십자가에서 죽으셨다. 이런 보편적인 대속은 칼빈주의의 제한적 속죄와 대조를 이룬다.

## 그의 신학을 계승한 인물들
- 시몬 에피스코비우스(S. Episcopius, 1583-1643)
- 요한네스 위텐보가에르트(J. Uytenbogaert, 1557-1645)
- 휴고 그로티우스(H. Grotius, 1583-1645)

## 그의 신학에 반대한 인물들
- 프란시스쿠스 유니우스
- 프란시스 고마루스
- 윌리암 퍼킨스
- 존 오언
- 로버트 베일리
- 크리스토퍼 네스

## 같이 보기
- 항론파
- 칼뱅주의

## 참고 문헌
- Arminius, Jacob (1853).  Nichols, James; Bagnall, WR, 편집. 《The Works of James Arminius, DD, Formerly Professor of Divinity in the University of Leyden》 I. Buffalo, NY: Derby, Miller, & Orton. 2006년 4월 4일에 원본 문서에서 보존된 문서. Also at Google Books.
- ——— (1853b).  Nichols, James; Bagnall, WR, 편집. 《The Works of James Arminius, DD, Formerly Professor of Divinity in the University of Leyden》 II. Buffalo, NY: Derby, Miller, & Orton. 2006년 1월 3일에 원본 문서에서 보존된 문서.
- ——— (1853c).  Nichols, James; Bagnall, WR, 편집. 《The Works of James Arminius, DD, Formerly Professor of Divinity in the University of Leyden》 III. Buffalo, NY: Derby, Miller, & Orton. 2006년 1월 3일에 원본 문서에서 보존된 문서.
- Bangs, Carl (1985). 《Arminius: A Study in the Dutch Reformation》. Grand Rapids: Asbury Press. ISBN 0-310-29481-9.
- Forlines, F. Leroy (2011). 《Classical Arminianism: The Theology of Salvation》. Nashville: Randall House. ISBN 978-0-89265-607-3.
- Israel, Jonathan (1995). 《The Dutch Republic: Its Rise, Greatness and Fall, 1477–1806》. Oxford: Oxford University Press. ISBN 0-19-873072-1.
- ——— (1983). 《A History of Christian Thought》 3. Nashville: Abingdon Press. ISBN 0-687-17178-4.
- Leeuwen, Theodoor Marius van (2009). 《Arminius,  Arminianism, and Europe: Jacobus Arminius (1559/60–1609)》. Boston: Brill. ISBN 978-90-04-17887-8.
- Olson, Roger E. (2006). 《Arminian Theology: Myths and Realities》. Downers Grove, IL: IVP Academic. ISBN 0-8308-2841-9.
- Picirilli, Robert E. (2002). 《Grace, Faith, Free Will: Contrasting Views of Salvation》. Nashville: Randall House. ISBN 0-89265-648-4.
- Stanglin, Keith D.; McCall, Thomas H. (2012). 《Jacob Arminius: Theologian of Grace》. Oxford: Oxford University Press. ISBN 978-0-19-975567-7.
- Pinson, J. Matthew (2003). “Will the Real Arminius Please Stand Up? A Study of the Theology of Jacobus Arminius in Light of His Interpreters” (PDF). 《Integrity: A Journal of Christian Thought》 2: 121–139.